# ديسدونيس
ديسدونيس هي مدينة من مدن هايتي. يبلغ عدد سكانها 20,263 نسمة وذلك حسب إحصائيات سنة 2003.

## توأمة
لديسدونيس اتفاقيات توأمة مع:
- نانت